# Jay Barrs
Jack Leonard (Jay) Barrs jr. (Jacksonville (Florida), 17 juli 1962) is een Amerikaanse boogschutter.
Jay is een zoon van Dr. Jack Leonard (Jack) Barrs sr., die ook actief was op het gebied van boogschieten, hij was onder meer voorzitter van de Florida Archery Association (FAA). Barrs won vanaf 1987 meerdere nationale en internationale kampioenschappen. In 1988 deed hij mee aan de Olympische Spelen in Seoel, waar hij in de finale de Koreaan Park Sung-soo versloeg en een gouden medaille in de wacht sleepte. Met het team, met teamgenoten Rick McKinney en Darrell Pace, won hij een zilveren medaille. 
In 1992 deed Barrs opnieuw aan de Spelen mee in Barcelona, maar viel daar buiten de prijzen. Individueel werd hij vijfde, met het team (met McKinney en Butch Johnson) werd hij zesde. 
Barrs werd door de National Archery Association (NAA) meerdere malen uitgeroepen tot Athlete of the Year en won tien keer de Shenk Award. Hij is lange tijd actief geweest op het gebied van promotie van de boogsport. In 1993 werd hij manager PR bij Easton en van 2002-2004 was hij directeur bij de Archery Trade Association.